# Martina Klein
Martina Klein Korin (Buenos Aires, Argentina, 7 de diciembre de 1976) es una modelo, actriz, presentadora de televisión y humorista hispano-argentina.

## Biografía
Nació el 7 de diciembre de 1976 en Buenos Aires (Argentina). Su familia materna es de origen ucraniano. 
A los 12 años emigró a España, concretamente a Barcelona, donde a los dieciséis años comenzó a realizar sus primeros trabajos en el mundo de la moda. Como modelo protagonizó campañas para Coca-Cola, Yves Rocher, El Corte Inglés, Llongueras, Trident, Mango, Wella, Pronovias, Don Algodón y Caroche, entre otras firmas.
Desfiló en las pasarelas más prestigiosas del mundo, como Milán, Nueva York, Londres o París, además de ser asidua de Cibeles y Gaudí. Ha trabajado para diseñadores como David Valls, Antonio Miró, Javier Larrainzar, Victorio & Lucchino, Roberto Verino, Alexander McQueen, Nino Cerruti, Lolita Lempicka, Comme des Garçons, Ferrety, Jean-Charles de Castelbajac, Dirk Bikkembergs, Angelo Tarlazzi, Pierre Balmain, Saskia Van Drimmelen o Yuki Tori, entre otros. Por otra parte, ha aparecido en revistas como Cosmopolitan, Elle, Marie Claire, GQ o Telva.
Su comienzo en la interpretación fue con Miguel Bosé, para quien protagonizó el videoclip Si tú no vuelves. En 1998 colaboró en un late night de TV3, Les 1000 i una, junto a Jordi González. En 2002 estaba previsto su debut como actriz en la película Raíces de sangre, del director Tinieblas González, pero finalmente el proyecto no se rodó.
Entre 2006 y 2007 incrementó sus apariciones televisivas. Fue contertulia en Las mañanas de Cuatro (Cuatro) y protagonizó una de las entregas del programa de viajes Planeta finito de (La Sexta). Precisamente en este canal realizó su debut como presentadora, al frente del programa de crónica social Celebritis, estrenado el 23 de marzo de 2008. Sin embargo, el espacio fue retirado dos meses después al no alcanzar los resultados de audiencia esperados por la cadena. En el año 2010, comenzó una nueva aventura en el mundo de la comedia en el programa El club del chiste en Antena 3, que se mantuvo en emisión durante tres temporadas, hasta 2013. En 2010 protagonizó el anuncio de Nescafé Green Blend. En 2011 participó en la película Águila Roja: la película interpretando el personaje de Beatriz.
En 2015 presentó, junto a Xavier Sardà, el programa ADN Max en DMAX. Ese mismo año protagonizó la película Solo química, de Alfonso Albacete. En 2016 se convirtió en embajadora del canal de televisión Ten, en el cual presentó varios programas dedicados a la arquitectura y decoración. En abril de 2021 se incorporó como colaboradora al programa Aquí la Tierra en TVE. Ese mismo año participó en la serie de Movistar+ Supernormal, dirigida por Emilio Martínez-Lázaro.
Por otra parte, también ha colaborado en la prensa escrita, como columnista en El Periódico de Cataluña, La Vanguardia y la revista Marie Claire.

## Vida personal
En el terreno sentimental, la actriz fue novia del cantante Álex de la Nuez, antiguo componente del grupo Álex & Christina, con quien mantuvo una relación de varios años y con el que tuvo a su hijo Pablo (n. 2005). Desde julio de 2010, mantiene una relación con el extenista Àlex Corretja. El 10 de enero de 2017 nació su primera hija en común llamada Erika.

## Reconocimientos
- En 2000 fue elegida Modelo del año en Cibeles (Madrid).
- En 2001 y 2007 fue nombrada Mujer del año por la revista GQ.
- En febrero de 2001 fue elegida por la revista ¡Hola! como La mujer más atractiva.
- En septiembre de 2003 fue reconocida como modelo de año por la revista Elle.[21]
- En septiembre de 2008 recibió la Antena de Oro como embajadora de la moda en los medios de comunicación.[22]
- En 2011 fue elegida por Personality Media como la mujer más atractiva del verano.[23]

## Filmografía

### Cine
| Año  | Título                   | Personaje               | Director           | Notas        |
| ---- | ------------------------ | ----------------------- | ------------------ | ------------ |
| 2002 | Raíces de sangre         | Modelo                  | Tinieblas González | Sin estrenar |
| 2011 | Águila Roja: la película | Beatriz de Villamediana | José Ramón Ayerra  |              |
| 2015 | Solo química             | Alessandra Lotti        | Alfonso Albacete   |              |

### Programas de televisión
| Año         | Título                | Cadena        | Notas          |
| ----------- | --------------------- | ------------- | -------------- |
| 1998 - 1999 | Les mil i una         | TV3           | Presentadora   |
| 2006 - 2007 | Las mañanas de Cuatro | Cuatro        | Colaboradora   |
| 2007        | Planeta finito        | La Sexta      | Presentadora   |
| 2008        | Celebritis            | La Sexta      | Presentadora   |
| 2010 - 2013 | El club del chiste    | Antena 3      | Humorista      |
| 2015        | ADN MAX               | Discovery Max | Copresentadora |
| 2021        | Aquí la Tierra        | La 1          | Colaboradora   |
| 2023        | 25 palabras           | Telecinco     | Invitada       |

### Series de televisión
| Año  | Título      | Personaje     | Cadena    | Notas                        |
| ---- | ----------- | ------------- | --------- | ---------------------------- |
| 2021 | Supernormal | Concha Feilún | Movistar+ | Episodio: «La mujer del año» |

## Obras publicadas
- Klein, Martina (21 de mayo de 2015). ¡Zasca!. Penguin Random House. pp. 120. ISBN 978-8490434284. Consultado el 10 de julio de 2021.[24]
- Klein, Martina (10 de septiembre de 2015). Perdidos en la gran manzana. Penguin Random House. p. 144. ISBN 978-8490434444. [24]
- Klein, Martina (19 de noviembre de 2015). T-Rex son multitud. Penguin Random House. p. 128. ISBN 978-8490434611. [24]